# Hills (Minnesota)
Hills és una població dels Estats Units a l'estat de Minnesota. Segons el cens del 2000 tenia 565 habitants.

## Demografia
Segons el cens del 2000, Hills tenia 565 habitants, 230 habitatges, i 149 famílies. La densitat de població era de 445,2 habitants per km².
Dels 230 habitatges en un 27% hi vivien nens de menys de 18 anys, en un 55,2% hi vivien parelles casades, en un 7,4% dones solteres, i en un 34,8% no eren unitats familiars. En el 33% dels habitatges hi vivien persones soles el 19,6% de les quals corresponia a persones de 65 anys o més que vivien soles. El nombre mitjà de persones vivint en cada habitatge era de 2,23 i el nombre mitjà de persones que vivien en cada família era de 2,81.
Per edats la població es repartia de la següent manera: un 20,5% tenia menys de 18 anys, un 6,7% entre 18 i 24, un 22,1% entre 25 i 44, un 21,8% de 45 a 60 i un 28,8% 65 anys o més.
L'edat mediana era de 46 anys. Per cada 100 dones de 18 o més anys hi havia 82,5 homes.
La renda mediana per habitatge era de 33.125 $ i la renda mediana per família de 43.750 $. Els homes tenien una renda mediana de 30.000 $ mentre que les dones 21.833 $. La renda per capita de la població era de 15.824 $. Entorn del 2,8% de les famílies i el 5,6% de la població estaven per davall del llindar de pobresa.

## Poblacions més properes
El següent diagrama mostra les poblacions més properes.